# Книжкова мініатюра
Книжкова мініатюра — це витвір образотворчого мистецтва невеликого розміру в книгах. Характеризувався малим розміром, часто розміщувався на полі або між рядками рукописів, хоча трапляються мініатюри і на весь аркуш. 

## Етимологія
Спершу термін «мініатюра» означав червоний (писаний циноброю) малюнок у рукопису, що ілюстрував та доповнював текст. 

## Історія
Найдавніші відомі на наш час мініатюри знайдені в Єгипті («Книга мертвих», 2 ст. до н. е., «Іліада» та «Енеїда», 1 ст.). 
Мініатюра досягла розквіту за доби Середньовіччя. У ранніх слов'янських рукописах використовувалася переважно темперна техніка, золото. 
На вигляд мініатюри нагадують емалі. 
Починаючи від 14 ст. мініатюра поступово відокремлюється від тексту, при її створенні вже використовують акварельні фарби. Давньоруські мініатюри виконані у візантійській традиції. Найдавніші кодекси містять невелику кількість повноаркушних мініатюр (Остромирове Євангеліє — 3 портрети євангелістів, Мстиславове Євангеліє — 4, Ізборник 1073 — 5, у тому числі груповий портрет родини великого князя київського Святослава Ярославича). Від 14—15 ст. дійшли лицьові зводи, кількість мініатюр в яких сягає кількох сотень. Можливо, однак, що лицьові зводи почали писати ще в Давній Русі (вважають, наприклад, що мініатюри Радзивіллівського літопису 15 ст. скопійовані з давньоруських оригіналів).

## За країною
- Португалія: «Livro do Armeiro-Mor» (1509), «Генеалогія королів Португалії» (1530—1534).